# ViewMAX

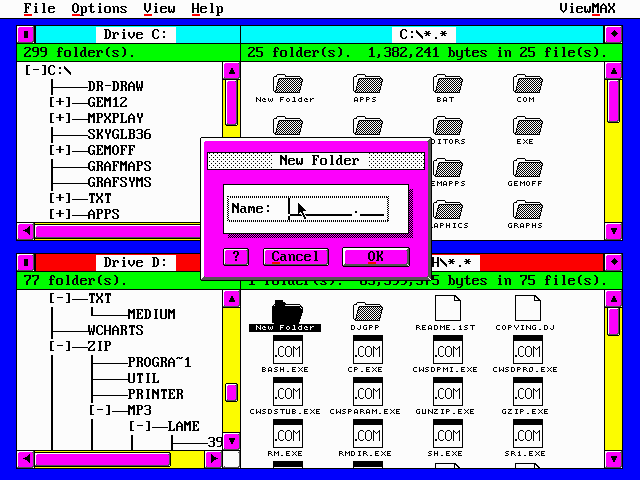
Screenshot von ViewMax/2

ViewMAX ist die grafische Benutzeroberfläche (GUI) von DR DOS, die auf GEM basiert und mit DR DOS 5.0 und 6.0 verteilt wurde. Mit ViewMAX können alle auf Kommandozeilenebene möglichen internen und externen Befehle (siehe Liste von DOS-Kommandozeilenbefehlen) sowie spezielle Dienstprogramme ausgeführt werden.

## Geschichte
Digital Research integrierte ViewMAX als grafische Bedienoberfläche erstmals 1990 in dessen hauseigenes und MS-DOS-kompatibles DR DOS 5.0 und 1991 in DR DOS 6.0. In etwa zeitgleich lieferte Microsoft mit DOS Shell ein ähnliches System mit MS-DOS aus. Nach dem Verkauf von DR DOS ging auch ViewMAX zunächst an Novell. Die geplante Integration von ViewMAX als Dateimanager in Novell DOS 7 wurde jedoch nicht vollzogen. 1996 wurde Novell DOS (vormals DR DOS) an Caldera verkauft. Wie schon Novell integrierte auch Caldera ViewMAX nicht in dessen Betriebssystem OpenDOS/DR-DOS (vormals Novell DOS). Caldera Thin Clients veröffentlichte 1999 den Quelltext der noch unfertigen Version ViewMAX/3 unter der GNU General Public License.

## Entwicklung
ViewMAX basiert auf GEM/3, der in einigen nur für GEM-Applikationen notwendigen Funktionen beschnitten, in anderen jedoch an die Erfordernisse des ViewMAX-Desktops erweitert wurde. Durch diese enge Verwandtschaft ist teils das Starten von GEM-Applikationen möglich. Der ViewMAX-Desktop selbst ist eigentlich auch eine GEM-Applikation und kann somit (wenn VIEWMAX.EXE in VIEWMAX.APP umbenannt wird) unter allen PC-GEM-Versionen, und damit auch auf GEM/1 von 1984, ausgeführt werden. Für das Gros der für GEM verfügbaren Applikationen ist jedoch eine zusätzliche Installation von PC-GEM/3 notwendig, wonach diese direkt aus ViewMAX heraus gestartet werden können.
Neben den wenigen mit ViewMAX funktionierenden GEM-Applikationen (Dateinamenserweiterung .APP) können noch Programme mit der Dateinamenserweiterung .ACC ausgeführt werden. Dabei handelt es sich um “Desk Accessories” (wörtlich übersetzt etwa „Schreibtisch-Zubehör“), welche die Arbeitsweise des GEM-Desktop erweitern oder verändern können.

## Verbreitung
ViewMAX teilt das gleiche Schicksal wie dessen Pendant DOS Shell: da Kommandozeilenparameter auf reiner DOS-Ebene (unter dem Kommandozeileninterpreter, meist COMMAND.COM) einfacher zu übergeben waren als unter ViewMAX, blieb eine breite Verwendung dieser Erweiterung aus. Auch gab es zu dieser Zeit bereits geeignete Produkte für diesen Zweck, beispielsweise den Norton Commander, die PC Shell oder Xtree.

## Versionsgeschichte
| Version   | Veröffentlichung       | Anmerkungen |
| --------- | ---------------------- | --- |
| ViewMAX/1 | Mai 1990 (DR DOS 5.0)  | ViewMAX/1 weist große Ähnlichkeiten zu vorherigen GEM-Versionen auf. So gibt es zwei Fenster mit fixer Größe, die entweder Icons der Verzeichnisse und Dateien oder eine Darstellung der Verzeichnishierarchie enthalten.                                                                                |
| ViewMAX/2 | März 1992 (DR DOS 6.0) | Neben rein optischen Verbesserungen, etwa die 3D-Darstellung von Desktop- und Fensterelementen sowie benutzerdefinierte Farbschemen, wurde auch die Unterstützung für den unter DR DOS 6.0 eingeführten Taskswitcher TaskMAX eingearbeitet.                                                              |
| ViewMAX/3 | geplant (Novell DOS 7) | ViewMAX/3 sollte eigentlich als Dateimanager in Novell DOS 7 integriert werden, wurde aber nicht mehr vollendet. Der Quelltext für eine unfertige Beta-Version wurde später von Caldera Thin Clients (später Lineo) unter der GPL veröffentlicht. Geplant waren Programmgruppen und skalierbare Fenster. |